# Йонас Пінскус
Йонас Пінскус (22 вересня 1959) — литовський академічний веслувальник.
Бронзовий призер Олімпійських Ігор 1980 року в складі вісімки.
Срібний призер Чемпіонату світу 1986 року в складі вісімки.
Переможець ігор Дружба-84 у складі вісімки.